# Oonops validus
Oonops validus är en spindelart som beskrevs av Bryant 1948. Oonops validus ingår i släktet Oonops och familjen dansspindlar. Inga underarter finns listade i Catalogue of Life.